# Tiroteo en la escuela secundaria Thurston
El tiroteo en la escuela secundaria Thurston ocurrió el 21 de mayo de 1998. El estudiante expulsado Kipland Kinkel, de 15 años, primero asesinó a sus padres antes de cometer un tiroteo escolar en la secundaria Thurston en Springfield, Oregón que dejó dos estudiantes muertos y 25 heridos. Kinkel actualmente cumple una condena de 111 años en prisión.

## Expulsión de la escuela
El 20 de mayo de 1998, Kinkel, de 15 años, fue suspendido en espera de una audiencia de expulsión de la escuela secundaria Thurston en Springfield, Oregón, por estar en posesión de una pistola cargada y robada. Un amigo de Kinkel le había robado una pistola al padre de uno de sus amigos y acordó vender el arma a Kinkel la noche anterior. Kinkel pagó $110 por la pistola Beretta Modelo 90 7,65 × 17 mm Browning cargada con un cargador de nueve rondas, que luego colocó en una bolsa de papel y la dejó en su casillero. Cuando el padre descubrió que le faltaba una pistola, lo reportó a la policía y proporcionó los nombres de los estudiantes que creía que podrían haber robado el arma. El nombre de Kinkel no estaba en la lista. La escuela se dio cuenta de su posible participación y lo interrogó. Cuando lo revisaron en busca de armas, según los informes, dijo: «Miren, voy a ser sincero con ustedes; el arma está en mi casillero». Kinkel fue suspendido en espera de una audiencia de expulsión, y él y su amigo fueron arrestados. Kinkel fue liberado de la custodia policial y su padre lo llevó a casa.

## Asesinato de sus padres
Esa tarde, el padre de Kinkel, William Kinkel, le dijo a su hijo que si no mejoraba su comportamiento, sería enviado a una academia militar. Según la confesión grabada de Kinkel, alrededor de las 3:00 p. m., su padre estaba tomando café en la mesa de la cocina cuando él tomó el fusil semiautomático Ruger 10/22 y munición de la habitación de sus padres, se dirigió a la cocina, le disparó a su padre en la cabeza, arrastró su cuerpo fuera de la cocina y lo cubrió con una sábana. La madre de Kinkel, Faith, llegó a casa alrededor de las 6:30 p. m. y Kinkel la esperó en el garaje. Kinkel le dijo que la amaba y le disparó dos veces en la parte trasera de la cabeza, tres veces en el rostro y una en el pecho. Luego arrastró el cuerpo fuera del garaje y lo cubrió con una sábana.

## Tiroteo en la secundaria Thurston
Al día siguiente, 21 de mayo, Kinkel condujo en el Ford Explorer de su madre a la secundaria Thurston, vestido con una gabardina, donde escondía cinco armas que llevaba consigo; dos cuchillos de caza, el rifle, una pistola Glock 9 mm y otra Ruger MK II .22 Long Rifle. Además, llevaba 1,127 rondas de munición.
Kinkel estacionó en North 61st Street, a dos cuadras de la escuela, luego corrió hacia el campus, entró al área del patio y disparó dos tiros, uno hiriendo fatalmente a Ben Walker y el otro hiriendo a Ryan Atteberry. Fue a la cafetería y, al cruzarla, disparó las 48 rondas restantes de su rifle, hiriendo a 24 estudiantes. Al proseguir, hirió fatalmente a Mikael Nickolauson, de 17 años. Kinkel disparó un total de 50 rondas, 37 de las cuales alcanzaron a estudiantes y mataron a dos.
Cuando el rifle de Kinkel se quedó sin municiones y comenzó a recargar, el estudiante herido Jacob Ryker lo tackleó, asistido por varios otros estudiantes. Kinkel sacó la Glock de su cinturón y disparó un tiro antes de que lo desarmaran, hiriendo de nuevo a Ryker y a otro estudiante. Les gritó a los estudiantes que «lo mataran». Los estudiantes detuvieron a Kinkel hasta que llegó la policía y lo arrestó. Un total de siete estudiantes participaron en someter y desarmar a Kinkel. Bajo custodia, Kinkel sacó un cuchillo que estaba asegurado en su pierna y atacó a un oficial de policía, rogando que le dispararan. El oficial lo sometió con gas pimienta.
Nickolauson murió en el lugar; Walker murió después de ser transportado al hospital y se mantuvo con soporte vital hasta que llegaron sus padres. Los otros estudiantes, incluido Ryker, también fueron llevados al hospital con una variedad de heridas. Ryker tenía un pulmón perforado, pero se recuperó por completo. Recibió la Medalla de Honor de los Boy Scouts de América con las palmas cruzadas por su heroísmo el día del ataque.

## Juicio
Durante su juicio, el Dr. Jeffrey Hicks, el único psicólogo que atendió a Kinkel antes de los tiroteos, declaró que él creía que Kinkel no padecía de una profunda enfermedad mental y contó que lo vio durante nueve sesiones, donde detectó signos de depresión. Luego de mostrar mejoras tras nueve sesiones, sus padres dejaron de llevarlo a sus consultas. El 24 de septiembre de 1999, cuando iba a comenzar la selección de jurados para su juicio, Kinkel se declaró culpable de asesinato en primer grado e intento de homicidio, echando por tierra un posible veredicto por insania. En noviembre de 1999, fue condenado a 111 años de prisión sin libertad condicional. Durante la lectura de la sentencia, Kinkel expresó remordimiento por el asesinato de sus padres y el posterior tiroteo en la secundaria Thurston.

## Apelaciones
En junio de 2007, Kinkel solicitó un nuevo juicio, diciendo que sus abogados anteriores deberían haber llevado el caso a juicio y haber utilizado la defensa por insania. Dos psiquiatras declararon que Kinkel mostraba signos de esquizofrenia paranoide en el momento del tiroteo. En agosto de 2007, un juez del Condado de Marion le negó un nuevo juicio. Kinkel apeló, alegando, entre otras cosas, que había tenido una asistencia letrada ineficaz durante el juicio. El 12 de enero de 2011, el Tribunal de Apelaciones de Oregón confirmó el fallo del tribunal de primera instancia, negando su moción para un nuevo juicio. Kinkel ha apelado el fallo tanto a nivel federal como estatal, siempre citando su estado de salud mental al momento de los tiroteos. Poco después abandono la estrategia de insania y aceptó un trato para cumplir 25 años de prisión por el asesinato de sus padres William y Faith Kinkel y por el asesinato de los dos estudiantes en la secundaria Thurston. Sin embargo, un juez del Condado de Lane agregó nuevos cargos contra Kinkel por los heridos y posesión ilegal de armas, lo que llevó a elevar la sentencia a 111 años de prisión.
Actualmente se encuentra encarcelado en la Penitenciaría Estatal de Oregón en Salem. Mientras estuvo encarcelado en la Correccional Juvenil MacLaren en Woodburn, obtuvo su General Educational Development Test. El 11 de junio de 2007, al acercarse a su cumpleaños 25, fue transferido de la Correccional Juvenil de Oregón a la Penitenciaría Estatal.